# Scheidsbach (Main)
Der Scheidsbach ist ein knapp sieben Kilometer langer linker und südöstlicher Zufluss des Mains im oberfränkischen Landkreis Lichtenfels.

## Geographie

### Quellbäche
Der Scheidsbach entsteht auf einer Höhe von 291 m ü. NHN am Südrand des Hochstadter Ortsteils Obersdorf aus dem Zusammenfluss von Ziegengraben und Schafgraben.

### Zuflüsse
- Teufelsgraben (links)